# Brian Welch
Brian Philip Welch, detto Head (Bakersfield, 19 giugno 1970), è un cantante e polistrumentista statunitense, famoso per essere uno dei chitarristi del gruppo musicale nu metal Korn.
Welch lasciò i Korn nel 2005 in seguito alle contrastanti convinzioni personali, e per dedicarsi completamente alla sua vita come padre e alla rinascita nel segno della fede cristiana. Si è in seguito impegnato nella produzione del suo primo disco solista, intitolato Save Me from Myself e pubblicato nel 2008. Nel maggio 2013 viene reso ufficiale il suo ritorno nei Korn, con i quali ha pubblicato The Paradigm Shift, uscito l'8 ottobre dello stesso anno, The Serenity of Suffering, uscito il 21 ottobre 2016 e The Nothing, uscito il 13 settembre 2019.

## Biografia

### Primi anni
Welch è cresciuto nella città provinciale di Bakersfield, in California. La sua più grande passione è sempre stata la musica. Iniziò a suonare la chitarra all'età di dieci anni. Originariamente Welch mostrò interesse per la batteria, fu poi suo padre a spingerlo verso la chitarra. Il suo primo strumento fu una Peavey Mystic. Alle superiori incontra Fieldy, anche lui chitarrista, ma Welch dirà a Fieldy di vederlo più portato per il basso. La sua prima band si chiamava Pierct e durante l'adolescenza fu un grande fan di Ozzy Osbourne

### Esperienza nei Korn
In seguito allo scioglimento dei L.A.P.D., gruppo che comprendeva in formazione James Shaffer, Reginald Arvizu e David Silveria, nel 1992 Shaffer decise di reclutare Welch nel gruppo, insieme al cantante Jonathan Davis. Con la formazione al completo, i L.A.P.D. modificarono il nome inizialmente in Creep e successivamente adottarono quello definitivo di Korn.
Con i Korn, Brian Welch, assunto il soprannome di Head a causa della dimensione del suo cranio (a tal proposito una sua frase celebre è: "Ho un'enorme testa, datemi un cappello qualsiasi, tanto non mi entrerà"), pubblicherà i primi sei album del gruppo, vincendo numerosi Grammy e dischi di platino e contribuendo alla nascita di un nuovo genere musicale, il nu metal. Tra il 2002 e 2003 ha partecipato insieme ai Limp Bizkit all'incisione del disco Results May Vary.

Il 22 febbraio 2005 Head annunciò a sorpresa la sua decisione di lasciare i Korn, dichiarando:
 Nello stesso giorno ufficializzò, proprio per questi suoi intenti, la sua uscita dai Korn. Un altro motivo che lo ha spinto a tale decisione è stata dovuta alla sua lotta contro la propria dipendenza da crystal meth. Nel mese marzo dello stesso anno Welch venne battezzato nel fiume Giordano con un gruppo di credenti provenienti da Bakersfield. Ha dichiarato che ha definitivamente chiuso con tutte le droghe nel "suo personale centro di disintossicazione" con Dio, chiudendosi in una stanza di hotel e restando sul suo letto per ore. Si è in seguito recato in India dove ha fondato un orfanotrofio chiamato "Head Homes".

### Carriera solista
Dopo poche settimane dalla sua dipartenza dai Korn, cominciarono a circolare nelle reti di P2P-filesharing, delle registrazioni di brani prodotti da Head, tra questi A Cheap Name, dedicata al rapper 50 Cent, Dream e A Letter to Dimebag, quest'ultima dedicata al chitarrista dei Pantera Dimebag Darrell. Nella sua autobiografia, Welch ha menzionato le canzoni Washed by Blood, Save Me from Myself e Rebel, specificando che sarebbero state incluse nella lista tracce del suo album di debutto.
Nel marzo 2008, Head ha fondato con Mark Nawara e Greg Shanabeger l'etichetta discografica indipendente Driven Music Group, siglando un contratto di distribuzione con la Warner e la Rykodisc. Nello stesso mese ha rivelato il titolo dell'album d'esordio, intitolato Save Me from Myself e pubblicato il 9 settembre 2008. All'interno dell'album, Head ha eseguito le parti vocali e suonato chitarra e sintetizzatore ed è stato assistito da alcuni musicisti, come il chitarrista Archie J. Muise Jr., il bassista Tony Levin e il batterista Josh Freese.
Il 18 novembre 2009 firma un accordo con la William Morris Endeavor Entertainment (agenzia di spettacolo che annovera già nel proprio roster nomi come Foo Fighters, Nine Inch Nails, Ozzy Osbourne, Tool, Shinedown, Puddle of Mudd, Goo Goo Dolls) e conferma di essere al lavoro sul suo secondo album assieme al produttore Rob Graves.
Nel 2012 ha rinominato il suo gruppo solista in Love and Death, con il quale ha pubblicato l'EP Chemicals (2012) e l'album Between Here & Lost (2013).

### Ritorno nei Korn
Nel mese di gennaio 2013 i Korn hanno annunciato che Head si sarebbe esibito con il gruppo in alcuni festival, tra cui Rock on the Range, Rock am Ring e il Download Festival; il batterista Ray Luzier ha annunciato più tardi che Head si sarebbe esibito con i Korn per l'intero tour. Il 18 febbraio 2013 i Korn hanno pubblicato una foto della formazione, la quale comprende anche Head, rivelando quindi che il chitarrista è ritornato in via definitiva nel gruppo. Lo stesso Head ha confermato il suo rientro nel gruppo.

Con i Korn, Head ha realizzato l'undicesimo album in studio del gruppo, intitolato The Paradigm Shift e pubblicato l'8 ottobre 2013. Secondo quanto affermato dal chitarrista, l'album è il suo preferito del gruppo:
Successivamente ha realizzato altri due album con il gruppo, The Serenity of Suffering nel 2016 e The Nothing nel 2019.

## Curiosità
- La chitarra di Brian Welch è una Ibanez a sette corde. Per lui è stata realizzata anche una K-14, una chitarra a 14 corde, simile ad una 12 corde, con l'aggiunta di un LA basso e una corda di ottava. La maggior parte di questi strumenti sono stati realizzati e assemblati al LA Custom Shop. Durante l'ultimo periodo prima della dipartita dai Korn, lui e James "Munky" Shaffer hanno realizzato una serie personalizzata di chitarre a sette corde chiamate Ibanez K7.

- Il tatuaggio che ha dietro la schiena gli è stato fatto da Fred Durst dei Limp Bizkit; la particolarità di questo tatuaggio è che sembra più somigliante alla parola "Horn", ma lo stesso Head ha smentito confermando che c'è scritto effettivamente "Korn".[11]

- In seguito alla conversione Head si è fatto tatuare le parole Matthew 11:28 ("Venite a me, voi tutti, che siete affaticati e oppressi, e io vi ristorerò"), Matthew 6:19 ("Non accumulatevi tesori sulla terra, dove tignola e ruggine consumano e dove ladri scassinano e rubano") e Matthew 5:8 ("Beati i puri di cuore perché vedranno Dio"). Ha inoltre un tatuaggio di Gesù sulla mano, nella sua autobiografia Head ha detto che inizia sempre ogni cosa con la mano destra e, quando inizia qualcosa di nuovo, vuole che Gesù sia lì con lui come guida. Ha confermato questa cosa anche in diverse interviste.[11]

## Discografia

### Da solista
- 2008 – Save Me from Myself

### Con i Korn
- 1994 – Korn
- 1996 – Life Is Peachy
- 1998 – Follow the Leader
- 1999 – Issues
- 2002 – Untouchables
- 2003 – Take a Look in the Mirror
- 2013 – The Paradigm Shift
- 2016 – The Serenity of Suffering
- 2019 – The Nothing
- 2022 – Requiem
- 2023 – Requiem Mass

### Con i Love and Death
- 2012 – Chemicals (EP)
- 2013 – Between Here & Lost

### Collaborazioni
- 1998 – Ice Cube – War & Peace - Vol. 1 (The War Disc) (chitarra in Fuck Dying)
- 1999 – AA.VV. – Burning London: The Clash Tribute (chitarra in Should I Stay Or Should I Go con Ice Cube e Mack 10)
- 1999 – AA.VV. – Queen of the Damned (Music from the Motion Picture) (chitarra nei brani Forsaken di David Draiman, Redeemer di Marilyn Manson e Slept So Long di Jay Gordon)
- 1999 – Videodrone – Videodrone (chitarra in Power Tools For Girls)
- 2009 – AA.VV. – A Song for Chi (singolo) (chitarra)
- 2003 – AA.VV. – WrestleMania XIX (chitarra nei brani Rollin' e Crack Addict con i Limp Bizkit)
- 2003 – Limp Bizkit – Results May Vary (chitarra in Build a Bridge)
- 2006 – AA.VV. – Road Dogs (chitarra in Ruff N'Uff)
- 2012 – Project 86 – Wait For The Siren (chitarra in The Crossfire Gambit)
- 2014 – Nicolas Flamel & Perrenelle – The Hermetic Raves: Chymical Wedding Mixtapes Vol. III (chitarra in Integrated Beyaban di Tho-So-Aa e Sagopa Kajmer)
- 2017 – Fieldy – Bassically (chitarra in I Wuv Bass Mon)
- 2017 – A Killer's Confession – Unbroken (chitarra in A Killer's Confession)
- 2018 – Caliban – Elements (testo e voce in Masquerade)